# معركة ليباني
معركة ليباني (باللغة التشيكية: Bitva u Lipan)، وتُعرف أيضًا باسم معركة تشيسكي برود، دارت رحاها في ليباني على بعد 40 كيلومترًا شرق براغ في 30 مايو 1434، وشكلت فعليًا نهاية حروب الهوسيين. تمكن جيش من الهوسيت المعتدلين من النبلاء ومعهم الكاثوليك، فيما عُرف باسم رابطة بوهيميا، من هزيمة قوات الهوسيون التابوريت المتطرفين وحلفائهم من جماعة الأيتام والذين كانوا بقيادة بروكوب العظيم، القائد العام، ويان تشابك من ساني، قائد الفرسان.

## المعركة
أقام المتطرفون الهوسيت (التابوريت) تحصينًا باستخدام الفاغنبورغ (حصن العجلات) على تل ذي موقع استراتيجي متميز، ووقف الجيشان متقابلين لبعض الوقت. فشلت محاولة المتطرفين للتفاوض وحل النزاع سلميًا بسبب المواقف المتناقضة التي لا يمكن التوفيق بينها بين الجانبين. بعد ثلاثة أيام من فشل المفاوضات، تقدمت قوات الرابطة إلى معسكر المتطرفين. وعلى الرغم من أن تبادل القصف المدفعي بين الطرفين كان غير مؤثر بسبب المسافة الفاصلة بين الجيشين، إلا أن المتطرفين فوجئوا بتراجع قوات الرابطة مع جميع عرباتهم.
ظنًا منهم أن العدو في حالة فرار، أمر قادة المتطرفين بفتح تحصينات الـفاغنبورغ لمهاجمة قوات الرابطة، غير مدركين أن التراجع كان مجرد خدعة لإخراجهم من دفاعاتهم. وعند اقتراب الراديكاليين من جيش الرابطة، توقفت الأخيرة وبدأت بإطلاق النار من عرباتها. وفي نفس الوقت، شنت الفرسان الثقيلة التابعة للرابطة، والتي كانت مختبئة بالقرب من معسكر المتطرفين، هجومًا مفاجئًا من الجناح وتمكنت من اقتحام الـفاغنبورغ المفتوح. سرعان ما انهارت قوات المتطرفين، وفر قائد فرسان الأيتام، تشابك من ساني، مع جميع جنوده إلى مدينة كولين القريبة.
تحولت المعركة الآن إلى مذبحة ضد القوات المتطرفة ضعيفة التجهيز. قُتل كل من بروكوب العظيم وبروكوب الصغير أثناء صمودهم الأخير عند العربات. وتم أسر بعض القادة البارزين للمتطرفين، بمن فيهم يان روهاش، في حين تم حرق حوالي 700 جندي استسلموا بعد وعود بإعادة تجنيدهم في الخدمة العسكرية.

## ما بعد المعركة
نتيجة لهذه المعركة، تعرض جيش التابوريت لضُعف شديد، بينما تلاشى وجود الأيتام كقوة عسكرية فعليًا. أصبح الطريق ممهداً لقبول اتفاقيات بازل، والتي تم توقيعها في 5 يوليو 1436 في يهلافا. وفي الشهر التالي، تم قبول سيجيسموند، إمبراطور الإمبراطورية الرومانية المقدسة كملك على بوهيميا من قبل جميع الفصائل الرئيسية. وقد علق سيجيسموند على معركة ليباني قائلاً: "لا يمكن هزيمة بوهيميا إلا بأيدي البوهيميين أنفسهم."
تمكنت آخر تشكيلات التابوريت بقيادة يان روهاش من دوبي من الاحتماء في قلعته سيون بالقرب من كوتنا هورا. لكن قوات سيجيسموند حاصرتها واستولت عليها، وفي 9 سبتمبر 1437، تم إعدام روهاش شنقًا في براغ بعد أن رفض الاعتراف بسيجيسموند ملكًا له.